# Blanus aporus
Espèce
Synonymes
- Blanus strauchi aporus Werner, 1898

Blanus aporus est une espèce d'amphisbènes de la famille des Blanidae.

## Répartition
Cette espèce se rencontre :
- en Turquie en Anatolie ;
- en Syrie ;
- au Liban.

## Publication originale
- Werner, 1898 : Über einige neue Reptilien und einen neuen Frosch aus dem cilicischen Taurus. Zoologischer Anzeiger, vol. 21, no 555, p. 217-223 (texte intégral).